# Ядерно-паливний цикл

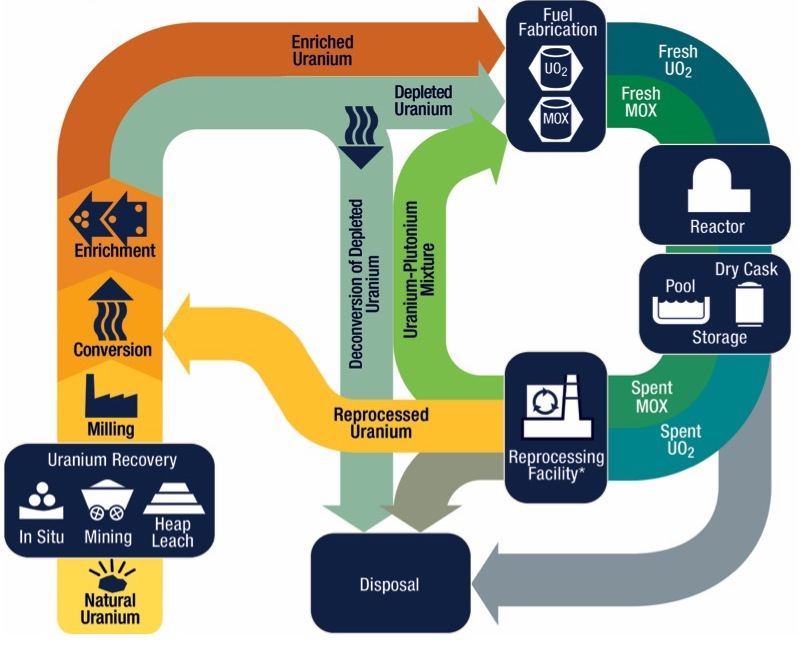

Ядерний паливний цикл, також званий ядерним паливним ланцюгом, є прогресуванням ядерного палива через серію різних етапів. Він складається з кроків на передній частині, які є приготуванням палива, етапів періоду експлуатації, в якому паливо використовується під час роботи реактора, і кроків у задній частині, які необхідні для безпечного керування, утримання та переробки або утилізування відпрацьованого ядерного палива. Якщо відпрацьоване паливо не переробляється, паливний цикл називається відкритим паливним циклом (або одноразовим паливним циклом); якщо відпрацьоване паливо переробляється, це називається замкнутим паливним циклом.

## Основне поняття
Ядерна енергетика покладається на матеріал, що розщеплюється, який може підтримувати ланцюгову реакцію з нейтронами. Прикладами таких матеріалів є уран і плутоній. 
Більшість ядерних реакторів використовують сповільнювач, щоб знизити кінетичну енергію нейтронів і збільшити ймовірність того, що відбудеться поділ. Це дозволяє реакторам використовувати матеріал з набагато нижчою концентрацією подільних ізотопів, ніж це необхідно для ядерної зброї. Графіт і важка вода є найбільш ефективними сповільнювачами, оскільки вони сповільнюють нейтрони через зіткнення, не поглинаючи їх. Реактори з використанням важкої води або графіту в якості сповільнювача можуть працювати з використанням природного урану.
Легководний реактор (LWR) використовує воду у формі, яка зустрічається в природі, і вимагає палива, збагаченого до більших концентрацій подільних ізотопів. Як правило, LWR використовують уран, збагачений до 3–5% U-235, єдиний подільний ізотоп, який зустрічається у значній кількості в природі. Однією з альтернатив цьому паливу з низьким вмістом збагаченого урану (НОУ) є змішане оксидне паливо (MOX), отримане шляхом змішування плутонію з природним або збідненим ураном, і ці види палива забезпечують можливість використання надлишкового збройового плутонію. Інший тип MOX-палива включає змішування НОУ з торієм, що утворює подільний ізотоп U-233. І плутоній, і U-233 виробляються шляхом поглинання нейтронів шляхом опромінення родючих матеріалів у реакторі, зокрема звичайного ізотопу урану U-238 і торію, відповідно, і можуть бути відокремлені від відпрацьованого урану та торію на заводах з переробки.
Деякі реактори не використовують сповільнювачі для уповільнення нейтронів. Подібно до ядерної зброї, яка також використовує несповільнені або «швидкі» нейтрони, ці реактори на швидких нейтронах вимагають набагато більших концентрацій подільних ізотопів для підтримки ланцюгової реакції. Вони також здатні розмножувати подільні ізотопи з родючих матеріалів; реактор-розмножувач – це реактор, який таким чином генерує більше матеріалу, що розщеплюється, ніж споживає.
Під час ядерної реакції всередині реактора, подільні ізотопи в ядерному паливі витрачаються, утворюючи все більше і більше продуктів поділу, більшість з яких вважаються радіоактивними відходами. Накопичення продуктів поділу та споживання подільних ізотопів зрештою зупиняють ядерну реакцію, в результаті чого паливо стає відпрацьованим ядерним паливом. Коли використовується 3% збагачене НОУ паливо, відпрацьоване паливо зазвичай складається з приблизно 1% U-235, 95% U-238, 1% плутонію і 3% продуктів поділу. Відпрацьоване паливо та інші високоактивні радіоактивні відходи надзвичайно небезпечні, хоча ядерні реактори виробляють на порядки менші обсяги відходів порівняно з іншими електростанціями через високу щільність енергії ядерного палива. Безпечне управління цими побічними продуктами ядерної енергетики, включаючи їх зберігання та утилізацію, є складною проблемою для будь-якої країни, яка використовує ядерну енергетику.

## Дослідження
Родовище урану, наприклад уранініт, відкрите за допомогою геофізичних методів, оцінюється та відбирається для визначення кількості уранових матеріалів, які можна видобути з родовища за певних витрат. Запаси урану – це обсяги руди, які, за оцінками, можна видобути за вказаною вартістю.
Природний уран складається переважно з двох ізотопів U-238 і U-235, причому 99,28% металу становить U-238, тоді як 0,71% становить U-235, а решта 0,01% в основному становить U-234. Число в таких назвах відноситься до атомного масового числа ізотопу, яке є числом протонів плюс число нейтронів в атомному ядрі.
Атомне ядро U-235 майже завжди поділиться при ударі вільним нейтроном, тому ізотоп вважається «подільним» ізотопом. З іншого боку, ядро атома U-238, замість того, щоб піддаватися поділу при ударі вільним нейтроном, майже завжди поглинає нейтрон і дає атом ізотопу U-239. Потім цей ізотоп піддається природному радіоактивному розпаду з утворенням Pu-239, який, як і U-235, є ізотопом, що поділяється. Кажуть, що атоми U-238 є фертильними, оскільки через нейтронне опромінення ядра деякі в кінцевому підсумку виділяють атоми Pu-239, що поділяється.

### Підземний спосіб видобутку
Уранову руду можна видобувати звичайним способом відкритим і підземним способом, подібним до тих, що використовуються для видобутку інших металів. Методи вилуговування на місці також використовуються для видобутку урану в Сполучених Штатах. За цією технологією уран вилуговується з руди, що знаходиться на місці, через низку свердловин з регулярним розташуванням, а потім вилучається з розчину вилуговування на поверхневому заводі. Уранові руди в Сполучених Штатах зазвичай коливаються приблизно від 0,05 до 0,3% оксиду урану (U3O8). Деякі родовища урану, розроблені в інших країнах, мають вищий вміст, а також більші, ніж родовища, видобуті в Сполучених Штатах. Уран також присутній у дуже низьких кількостях (від 50 до 200 частин на мільйон) у деяких внутрішніх фосфатовмісних родовищах морського походження. Оскільки дуже велика кількість фосфатовмісної породи видобувається для виробництва фосфорної кислоти мокрим способом, яка використовується в добривах високого аналізу та інших фосфатних хімічних речовинах, на деяких заводах з переробки фосфатів уран, хоча і присутній у дуже низьких концентраціях, можна економічно видобути з потік процесу.

### Фрезерування
Видобуті уранові руди зазвичай обробляються шляхом подрібнення рудних матеріалів до однорідного розміру частинок, а потім обробки руди для вилучення урану шляхом хімічного вилуговування. Процес подрібнення зазвичай дає сухий порошкоподібний матеріал, що складається з природного урану, «жовтий кекс», який продається на ринку урану як U3O8. Зверніть увагу, що матеріал не завжди жовтий.

### Конверсія урану
Зазвичай подрібнений оксид урану U3O8 (оксід триурану) потім переробляється в одну з двох речовин залежно від передбачуваного використання.
Для використання в більшості реакторів U3O8 зазвичай перетворюється на гексафторид урану (UF6), вихідний запас для більшості комерційних установок зі збагачення урану. Тверда речовина при кімнатній температурі гексафторид урану стає газоподібним при 57 °C (134 °F). На цьому етапі циклу продукт перетворення гексафториду урану все ще має природну ізотопну суміш (99,28% U-238 плюс 0,71% U-235).
Для використання в таких реакторах, як CANDU, які не потребують збагаченого палива, U3O8 замість цього може бути перетворений на діоксид урану (UO2), який може входити до складу керамічних паливних елементів.
У нинішній ядерній промисловості обсяг матеріалу, що перетворюється безпосередньо в UO2, зазвичай досить малий порівняно з матеріалом, перетвореним на UF6.
Природна концентрація (0,71%) ділиться ізотопу U-235 менша, ніж необхідна для підтримки ядерної ланцюгової реакції в активній зоні легководних реакторів. Відповідно, UF6, вироблений з джерел природного урану, повинен бути збагачений до більш високої концентрації ділиться ізотопу, перш ніж використовувати його як ядерне паливо в таких реакторах. Рівень збагачення для конкретного замовлення ядерного палива вказується замовником відповідно до застосування, для якого він буде його використовувати: паливо для легководних реакторів зазвичай збагачується до 3,5% U-235, але також потрібен уран, збагачений до більш низьких концентрацій. Збагачення здійснюється за допомогою будь-якого з кількох методів поділу ізотопів. Газова дифузія та газова центрифуга є широко використовуваними методами збагачення урану, але в даний час розробляються нові технології збагачення.
Основна маса (96%) побічного продукту від збагачення становить збіднений уран (DU), який може бути використаний для броні, проникаючих елементів снарядів, радіаційного захисту та баласту. Станом на 2008 рік у сховищах знаходиться величезна кількість збідненого урану. Тільки Міністерство енергетики США має 470 000 тонн. Близько 95% збідненого урану зберігається у вигляді гексафториду урану (UF6).

## Виготовлення
Для використання в якості ядерного палива збагачений гексафторид урану перетворюється на порошок діоксиду урану (UO2), який потім переробляється в гранули. Потім гранули випалюють у високотемпературній печі для спікання, щоб створити тверді керамічні гранули збагаченого урану. Циліндричні гранули потім проходять процес подрібнення для досягнення однорідного розміру гранул. Гранули укладають, відповідно до технічних характеристик кожної активної зони ядерного реактора, у труби з корозійно-стійкого металевого сплаву. Трубки герметично закриті для розміщення паливних гранул: ці трубки називаються тепловидільними елементами (ТВЕЛ). Готові ТВЕЛи групуються в спеціальні паливні збірки, які потім використовуються для створення активної зони енергетичного реактора.
Сплав, який використовується для труб, залежить від конструкції реактора. Раніше використовувалася нержавіюча сталь, але зараз більшість реакторів використовують цирконієвий сплав. Для найбільш поширених типів реакторів, киплячих реакторів (BWR) і водно-водяних реакторів (PWR), труби збираються в пучки  з трубками, розташованими на точній відстані одна від одної. Ці пачки потім отримують унікальний ідентифікаційний номер, який дає змогу відстежувати їх від виробництва до використання та до утилізації.

## Перевезення радіоактивних матеріалів
Транспорт є невід'ємною частиною ядерного паливного циклу. У кількох країнах діють ядерні енергетичні реактори, але видобуток урану є життєздатним лише в кількох областях. Крім того, протягом понад сорока років роботи ядерної промисловості в різних місцях світу було створено ряд спеціалізованих установок для надання послуг паливного циклу, і існує потреба в транспортуванні ядерних матеріалів до цих об’єктів та з них.  Більшість перевезень ядерного палива відбувається між різними стадіями циклу, але іноді матеріал може транспортуватися між подібними установками. За деякими винятками, матеріали ядерного паливного циклу транспортуються у твердій формі, винятком є гексафториду урану (UF6), який вважається газом. Більшість матеріалу, що використовується в ядерному паливі, транспортується кілька разів протягом циклу. Перевезення часто є міжнародними і часто здійснюються на великі відстані. Перевезення ядерних матеріалів, як правило, здійснюється спеціалізованими транспортними компаніями.
Оскільки ядерні матеріали є радіоактивними, важливо забезпечити обмеження радіаційного опромінення тих, хто бере участь у перевезенні таких матеріалів, і населення на транспортних маршрутах. Упаковка для ядерних матеріалів включає, де це доречно, екранування для зменшення потенційного опромінення. У випадку з деякими матеріалами, такими як свіжі уранові паливні збірки, рівні радіації є незначними, і екранування не потрібно. Інші матеріали, такі як відпрацьоване паливо та високоактивні відходи, мають високу радіоактивність і вимагають спеціального поводження. Щоб обмежити ризик при транспортуванні високорадіоактивних матеріалів, використовуються контейнери, відомі як контейнери для транспортування відпрацьованого ядерного палива, які призначені для збереження цілісності за нормальних умов транспортування та під час гіпотетичних аварій.

### Внутрішнє керування паливом
Активна зона ядерного реактора складається з кількох сотень «збірок», розташованих у регулярній системі осередків, кожна з яких утворена паливом або керуючим стрижнем, оточеним, у більшості конструкцій, сповільнювачем та теплоносієм, яким у більшості реакторів є вода. .
Через процес поділу, який споживає паливо, старі ТВЕЛи повинні періодично замінюватися свіжими (це називається циклом заміни). Під час даного циклу заміни лише деякі з вузлів (як правило, одна третина) замінюються, оскільки вичерпання палива відбувається з різною швидкістю в різних місцях активної зони реактора. Крім того, з міркувань ефективності, не є гарною політикою розміщувати нові збірки точно на місці вилучених. Навіть пачки одного віку будуть мати різні рівні вигоряння через їх попередні позиції в активній зоні. Таким чином, доступні пачки повинні бути організовані таким чином, щоб вихід був максимальним, а обмеження безпеки та експлуатаційні обмеження були задоволені. Отже, оператори реакторів стикаються з так званою проблемою оптимального перевантаження палива, яка полягає в оптимізації перебудови всіх вузлів, старих і свіжих, при цьому максимізуючи реактивність активної зони реактора, щоб максимізувати вигорання палива і мінімізувати витрати на паливний цикл.
Це задача дискретної оптимізації обчислювально нездійсненна за допомогою сучасних комбінаторних методів через величезну кількість перестановок і складність кожного обчислення. Для її вирішення було запропоновано багато чисельних методів, а також було написано багато комерційних програмних пакетів для підтримки управління паливом. Це є постійною проблемою в експлуатації реакторів, оскільки остаточного вирішення цієї проблеми не знайдено. Оператори використовують комбінацію обчислювальних та емпіричних методів для вирішення цієї проблеми.

### Дослідження про використане паливо
Використане ядерне паливо вивчається в дослідженні після опромінення, де відпрацьоване паливо досліджується, щоб дізнатися більше про процеси, що відбуваються в паливі під час використання, і як вони можуть змінити результат аварії. Наприклад, під час нормальної експлуатації паливо розширюється за рахунок теплового розширення, що може викликати розтріскування. Більшість ядерного палива — це діоксид урану, який є кубічним твердим тілом зі структурою, подібною до фториду кальцію. У відпрацьованому паливі твердотільна структура більшості твердих речовин залишається такою ж, як і чистого кубічного діоксиду урану. SIMFUEL – це назва імітованого відпрацьованого палива, яке отримують шляхом змішування тонко подрібнених оксидів металів, подрібнення у вигляді суспензії, розпилювальної сушки перед нагріванням у водні/аргоні до 1700 °C. У SIMFUEL 4,1% об’єму твердої речовини було у вигляді металевих наночастинок, які виготовлені з молібдену, рутенію, родію та паладію. Більшість з цих металевих частинок є фазою ε (гексагональної) сплаву Mo-Ru-Rh-Pd, тоді як менша кількість α (кубічної) та σ (тетрагональної) фаз цих металів виявлено в SIMFUEL. Також в SIMFUEL була кубічна фаза перовскіту, яка являє собою цирконат барію стронцію (BaxSr1-xZrO3).